# Noah Jupe
Noah Casford Jupe (Islington, 25 de fevereiro de 2005) é um ator britânico. Ele é filho do produtor cinematográfico Chris Jupe e da atriz Katy Kavanagh-Jupe. Iniciou a carreira de ator em 2015, ao estrear na série de televisão "Penny Dreadful".
Seu primeiro filme na televisão foi em 2015, no drama "A Song for Jenny. Nos cinemas, Noah adquiriu reconhecimento do grande público ao estrelar o filme Extraordinário e Um Lugar Silencioso.
Em 2019, atuou no filme Ford vs Ferrari e em O Preço do Talento, onde foi reconhecido pela crítica e indicado ao Film Independent Spirit Awards, na categoria de Melhor Ator Coadjuvante.
Em 2020, Noah trabalhou com Nicole Kidman na minissérie da HBO, The Undoing. Em 2021, ele reprisou o papel de Marcus Abbott em Um Lugar Silencioso: Parte II, junto com Emily Blunt, Millicent Simmonds e Cillian Murphy.

## Filmografia
Televisão:
2015 - Penny Dreadful;
2015 - A Song For Jenny;
2015 - Downton Abbey;
2016 - O Gerente da Noite;
2016 - Houdini and Doyle;
2016 - The Last Dragonslayer;
2020 - The Undoing.
Cinema:
2017 - HHhH;
2017 - That Good Night;
2017 - Suburbicon (Bem-vindos ao Paraíso);
2017 - Extraordinário;
2017 - My Pretty Pony (Curta-metragem);
2018 - Titã;
2018 - Um Lugar Silencioso;
2018 - Holmes & Watson;
2019 - O Preço do Talento;
2019 - Ford vs. Ferrari;

2021 - Um Lugar Silencioso: Parte II